# Polish Juniors 2013
Das Polish Juniors 2013 fand als bedeutendstes internationales Nachwuchsturnier von Polen im Badminton vom 18. bis zum 20. Januar 2013 in Płock statt. Es war die 24. Auflage der Veranstaltung.

## Sieger und Platzierte
| Disziplin    | Gold                          | Silber                            | Bronze                                  |
| ------------ | ----------------------------- | --------------------------------- | --------------------------------------- |
| Herreneinzel | Justin Teeuwen                | Matej Hliničan                    | Adam Mendrek                            |
| Herreneinzel | Justin Teeuwen                | Matej Hliničan                    | Jaromír Janáček                         |
| Dameneinzel  | Marie Batomene                | Anastasiya Dmytryshyn             | Darya Samarchants                       |
| Dameneinzel  | Marie Batomene                | Anastasiya Dmytryshyn             | Martina Repiská                         |
| Herrendoppel | Robin Tabeling Justin Teeuwen | Vanmaël Hériau Loïc Mittelheisser | Miłosz Bochat Mateusz Świerczyński      |
| Herrendoppel | Robin Tabeling Justin Teeuwen | Vanmaël Hériau Loïc Mittelheisser | Ruben Jille Alex Vlaar                  |
| Damendoppel  | Myke Halkema Manon Sibbald    | Marie Batomene Stacey Guérin      | Karolina Janowska Magdalena Witek       |
| Damendoppel  | Myke Halkema Manon Sibbald    | Marie Batomene Stacey Guérin      | Anastasiya Dmytryshyn Darya Samarchants |
| Mixed        | Robin Tabeling Myke Halkema   | Ruben Jille Cheryl Seinen         | Michal Světnička Monika Světničková     |
| Mixed        | Robin Tabeling Myke Halkema   | Ruben Jille Cheryl Seinen         | Miłosz Bochat Magdalena Witek           |